# Запис платан код цркве (Младеновац Варош)
Запис платан код цркве (Младеновац Варош) се налази на парцели чији је власник Српска православна црква.

## Локација
| Општина             | Младеновац                                                                  |
| Катастарска општина | Младеновац варош                                                            |
| Потес               | Караула                                                                     |
| Координате          | 44° 24′ 58″ С; 20° 40′ 46″ И / 44.415999999999997° С; 20.679500000000001° И |
| Надморска висина    | 159m                                                                        |

## Карактеристике
Дендрометријске вредности утврђене на терену и сателитским снимцима:
| Стабло                     | Платан |
| Висина стабла              | m      |
| Обим дебла                 | m      |
| Пречник крошње             | 2m     |
| Пречник дебла              | m      |
| Висина дебла до прве гране | m      |

## База записа
Запис је у оквиру Викимедија пројекта "Запис - Свето дрво" заведен под редним бројем 0964.